# Normanno Gobbi
Normanno Gobbi (Correggio, 2 aprile 1938 – Correggio, 3 aprile 2006) è stato un pittore e operatore teatrale italiano.

## Biografia
Nacque in una famiglia contadina il 2 aprile 1938 a Mandrio, frazione di Correggio.
Si diplomò all'istituto d'arte “Adolfo Venturi” di Modena, dove ebbe come insegnante Luigi Spazzapan. Ha praticato la pittura, il disegno e l'incisione nel solco del cosiddetto Naturalismo Informale o Ultimo Naturalismo: i suoi lavori (nature morte, paesaggi, figure femminili) sono tuttavia caratterizzati da una libertà artistica e da un tratto personale per i quali è stato anche definito « astratto concreto ».
Dopo il diploma al "Venturi", divenne dipendente del Comune di Correggio, prima al settore urbanistica quindi al settore scuola: in quegli anni progettò (1966) il monumento in cemento e ferro, dedicato al sindaco Rodolfo Zanichelli, nel parco pubblico di viale Varsavia; disegnò il manifesto per gli annuali incontri Settembre scuola con Gianni Rodari; e collaborò a restaurare le decorazioni pittoriche dell'ottocentesco teatro comunale "Bonifazio Asioli", riaperto nel 1973. Nel 1978 passò proprio al teatro cittadino, del quale divenne poi direttore: lo rimase fino al 1991, quando l'edificio fu chiuso per una serie di restauri (protratti sino al 2002). Cominciò così a collaborare con altri teatri della Bassa – quello di Rio Saliceto, di cui curò la riapertura, quello di Pegognaga – e a seguire, per “I Teatri” di Reggio Emilia e l'Amministrazione provinciale, gli spettacoli della manifestazione Estate in provincia che lui stesso aveva ideato. 
Nella commedia di Gianni Celati Recita dell'attore Vecchiatto nel teatro di Rio Saliceto, Normanno Gobbi viene citato come colui che invita il protagonista (personaggio di fantasia) ad esibirsi nel paesino reggiano.
La prima personale fu del 1961, nella città natale; tenne poi numerose mostre in varie località dell'Emilia, e a Mantova, Venezia, Livorno e Roma. Con il Centro internazionale della Grafica di Venezia partecipò a rassegne della grafica italiana in Italia (Udine, Roma, Catania e altre località) e Usa (Boston, Cleveland, Los Angeles e Honolulu). Ha anche illustrato libri e riviste, ed ha ricevuto diversi riconoscimenti.
È morto il 3 aprile 2006, ma fino all'ultimo, anche dal letto cui era costretto dalla malattia, continuò a fare progetti e incontrare persone riguardo alla programmazione teatrale provinciale, e ad un libro che ripercorresse i vent'anni del teatro “Asioli” di fine Novecento.
La Provincia di Reggio nell'Emilia ha dedicato alla sua memoria il Coordinamento dei teatri reggiani, di cui è stato « primo ispiratore e fondamentale collaboratore ».